# The Medium (Computerspiel)
The Medium ist ein Psycho-Horrorspiel in der dritten Person mit patentiertem Dual-Reality-Gameplay.
Das Videospiel wurde erstmals am 7. Mai 2020 während eines Livestreams von Microsoft gezeigt. Der Livestream zeigte Gameplay von Videospielen für die Xbox Series X. The Medium wird von Bloober Team entwickelt, die ebenfalls schon Blair Witch und Layers of Fear entwickelten.

## Handlung
Die im Polen der 1990er Jahre angesiedelte Geschichte beginnt damit, dass die Protagonistin Marianne die Leiche ihres kürzlich verstorbenen Adoptivvaters Jack in dessen Bestattungsinstitut für seine letzte Reise ausstattet. Marianne ist ein Medium, was bedeutet, dass sie sich nicht nur in der materiellen Welt, sondern auch in einer übersinnlichen Geisterwelt bewegen kann. Teilweise wandelt sie auch in beiden Welten gleichzeitig. Sie wird von einem wiederkehrenden Albtraum geplagt, in dem ein junges Mädchen an einem See erschossen wird.
Nach der Ausstattung der Leiche Jacks erhält Marianne einen Anruf von einem gewissen Thomas. Dieser bittet sie darum, zum Niwa-Resort zu kommen. Dabei handelt es sich um eine einstmalige Hotel- und Freizeitanlage, die nach einem nicht aufgeklärten Massenmord an den Gästen, dem sogenannten Niwa-Massaker, stillgelegt wurde. Marianne kommt der Bitte nach und verschafft sich zunächst Zugang zur abgesperrten Hotelanlage. Dort trifft sie in der Geisterwelt auf ein junges Mädchen namens Sadness (englischer Begriff für „Trauer“), welches sein Gesicht hinter einer Maske verbirgt. Sadness willigt ein, Marianne bei der Suche nach Thomas zu helfen, und führt sie zu verschiedenen Bereichen des Hotels. Im Laufe der Erkundung findet Marianne heraus, dass es sich bei Thomas um den Leiter des Niwa-Resorts handelt. Sadness bringt zudem noch den Namen eines weiteren Mannes, Richard, ins Spiel, eine Art Mentor und Ziehvater für Thomas. Marianne trifft im Hotel außerdem auf ein Monster, welches aus der Geisterwelt stammt, jedoch auch auf die materielle Welt ausgreifen kann, und vor dem Marianne fliehen oder sich verstecken muss.
Marianne empfängt eine Vision, durch die sich herausstellt, dass es sich bei Sadness um Thomas’ Tochter Lily handelt, welche von Richard sexuell missbraucht wurde. Thomas, so wie Marianne ein Medium, fand dies heraus und konfrontierte Richard damit. Dabei drang er in seinen Geist ein und erkundete so die traumatische Kindheit Richards. Dieser war von seinem Stiefvater misshandelt worden und hatte in den 1940er Jahren ein jüdisches Mädchen namens Rose geliebt, welches zusammen mit anderen versteckt auf dem Anwesen von Richards Familie lebte. Nachdem die Schutzsuchenden verraten wurde, wurde auch Richards Freundin von den Nationalsozialisten ermordet. Später fühlte sich Richard durch Lily an seine Kindheitsfreundin erinnert. Marianne erhält außerdem den Hinweis, sie solle das „rote Haus“ aufsuchen.
Marianne durchquert einen Wald und findet die Ruinen des roten Hauses, wo sich ihr eine weitere Vision offenbart. Als Kind bewohnte sie gemeinsam mit ihrem Vater Thomas und ihrer Schwester Lily dieses Haus. Thomas wurde aufgrund seiner übersinnlichen Fähigkeiten von einem Agenten namens Henry verhört und gefoltert, und dieser zündete schließlich, nachdem Thomas nicht reden wollte, das Haus an, während sich die Mädchen darin befanden. Die weitere Erkundung der Ruinen des Hauses und des Kellers darunter offenbart, dass Marianne nach dem Brand in ein Krankenhaus gebracht wurde. Sie wurde von Jack adoptiert und verlor all ihre Erinnerungen an ihr vorheriges Leben und damit auch an ihre Familie.
Bei ihren weiteren Untersuchungen findet Marianne einen unterirdischen Bunker, der von Thomas bewohnt wurde und in dem er Lily aus Angst vor ihren übernatürlichen Fähigkeiten eingesperrt hielt. In der Geisterwelt trifft Marianne auf das Geisterpendant ihres Vaters Thomas und erfährt, dass Lily noch lebt. Vom materiellen Thomas fehlt aber jede Spur. Geist-Thomas spürt, dass sich das Monster nähert und will es aufhalten, während er Marianne zu jenem See aus ihrem Traum schickt.
Dort angekommen, trifft Marianne auf ihre Schwester Lily. Diese enthüllt, dass es sich bei dem Monster um den gequälten, von Schmerz und Hass erfüllten Teil ihrer Seele handelt, der durch die Vergewaltigung entstand, die sie durch Richard erfahren hatte. Bei dem Brand des roten Hauses schloss Lily einen Pakt mit diesem Teil ihrer Seele: Sie ließ ihn frei und dafür rettete er sie und Marianne aus dem brennenden Haus. Seine gewonnene Freiheit nutzte das Monster, um den Körper einer im Resort arbeitenden Krankenschwester zu besetzen und die Gäste zu ermorden, wodurch es zum Niwa-Massaker kam, für das Lily sich schuldig fühlt. Thomas brachte es nicht über sich, Lily zu töten, wodurch auch das Monster verschwunden wäre. Stattdessen sperrte er sie in den unterirdischen Bunker, um dem Monster so seine Kraft zu nehmen. Der Hausmeister Francis befreite Lily jedoch aus Mitleid und das Monster erstarkte wieder, woraufhin Thomas Marianne anrief, weil seiner Ansicht nach nur sie das Monster aufhalten könne, bevor es ihm gelingen würde, das Niwa-Resort zu verlassen und weitere Menschen zu töten. Lily ist der Ansicht, dass sie sterben muss, damit das Monster verschwindet und offenbart Marianne, dass ihr Traum von dem Mädchen, das am See erschossen wird, nicht die Vergangenheit, sondern die Zukunft zeigt. Sie drückt ihr eine Pistole in die Hand und bittet darum, von Marianne erschossen zu werden, diese weigert sich jedoch. Nun taucht auch das Monster auf, welches Marianne gejagt hatte, um von ihrem Körper als neuem, starkem Wirt Besitz ergreifen zu können. Marianne erkennt eine andere Möglichkeit als den Tod Lilys, um das Monster aufzuhalten: Sie richtet sich selbst die Pistole an den Kopf, denn würde sie sich selbst töten, hätte das Monster keine Möglichkeit mehr, ihren Körper als Wirt zu benutzen. Lily redet auf Marianne ein, es nicht zu tun. Der Bildschirm wird schwarz und nach den Worten „Alles beginnt mit einem toten Mädchen“, die Marianne bereits gebraucht hatte, um Geist-Thomas die bisherige Geschichte zu erzählen, ertönt ein Pistolenschuss. Es bleibt offen, ob Marianne nun sich selbst oder doch Lily erschossen hat.
Eine Post-Credit-Szene zeigt in der Geisterwelt die Beine und Schuhe eines Mannes, vermutlich Geist-Thomas, der eine goldene Taschenuhr vom Boden aufhebt.

## Entwicklung
The Medium wird vom Bloober-Team entwickelt, das 2012 die Idee dazu hatte. Bloober beabsichtigte, das Eintauchen zu verbessern, indem es ihre traditionelle Perspektive von der First- zur Third-Person-Perspektive änderte und die Vorteile des Hintergrund-Streamings der Xbox Series X nutzt. Sie modellierten die übernatürliche Umgebung nach dem dystopisch-surrealistischen Kunstwerk von Zdzisław Beksiński. Der Chefdesigner Wojciech Piejko sagte, dass The Medium die Botschaft vermittelt, dass „es keine universelle Wahrheit gibt“. Die Komponisten Arkadiusz Reikowski und Akira Yamaoka wurden beauftragt, die physische bzw. spirituelle Ebene zu bewerten. Yamaoka arbeitete am Silent-Hill-Franchise, welches das Spiel inspirierte, einschließlich seiner festen Kamerawinkel. Er war überzeugt, die Musik aufzunehmen, als Piejko mit einer Gameplay-Demonstration auf ihn zukam.
The Medium wurde ursprünglich für Xbox 360, PlayStation 3 und Wii U im Jahr 2012 angekündigt. Aus Mangel an besserer Technologie wurde es jedoch im Mai 2020 erneut als Windows- und Xbox-Series-X-Titel angekündigt, der im vierten Quartal des Jahres veröffentlicht werden sollte.

## Rezensionen und Kritik
„The Medium“ erhielt überwiegend durchschnittliche bis positive Kritiken. Christian Fussy schreibt auf der Webseite von PC Games, dass das Spiel zwar optisch schön gemacht sei, Handlung, Steuerung und Spielführung ihn jedoch enttäuschten, weshalb „sich das zweifelsfrei vorhandene Potenzial von The Medium am Ende nicht in einer positiven Spielerfahrung nieder[schlägt]“ und er als Wertung 5/10 Punkte vergibt. Jan Michelsen und Benedikt Plass-Fleßenkämper loben in einem Artikel für die Webseite der Computerbild Aspekte des visuellen Designs, wie „die dichte Atmosphäre, was nicht zuletzt an der schicken Grafik samt klasse Lichteffekten liegt“, sowie die Stimmung, die durch Umgebungsgeräusche erzeugt. Da jedoch auch sie Kritik an anderen Aspekten des Spieldesigns üben, vergeben sie am Ende die Testnote „Gut 2,4“. In der Spiele-Community scheint „The Medium“ deutlich besser abzuschneiden. So sind auf der Internet-Vertriebsplattform Steam 88 % aller Bewertungen für das Spiel positiv, weshalb es die Einschätzung „Sehr positiv“ erhält (Stand: 9. Oktober 2021).